# Lana Trotovšek
Lana Trotovšek (nacida en 1983) es una violinista eslovena radicada en Londres. Solista y música de cámara ha actuado en U. S. A., Reino Unido, China, Japón, Alemania, Francia, Finlandia, Suecia, Lituania, España, Portugal, Eslovenia, Croacia y Serbia. Toca con un violín fabricado por Pietro Antonio dalla Costa de Treviso en 1750.

## Infancia y educación
Lana Trotovšek nació en 1983 en una familia de músicos en Ljubljana, Eslovenia, y empezó a tocar el violín cuando tenía 4 años. A la edad de 17 años fue tomada bajo los auspicios de Ruggiero Ricci, quien fue su mentor durante 18 meses en Salzburgo (Mozarteum). Antes de ser descubierta por Ricci, había estudiado en la Academia de Música de la Universidad de Ljubljana, donde sus profesores incluyeron a Volodia Balzalorsky y Primoz Novsak. 
En Londres estudió en el Trinity College of Music con Vasko Vassilev, Boris Brovtsyn, Rivka Golani, y en el Royal College of Music con Itzhak Rashkovsky.
También ha sido guiada por Ivry Gitlis, Ida Haendel, Pierre Amoyal, Gyorgy Pauk, Tasmin Little, Pavel Berman, Lev Guelbard, Rudolf Gahler, Igor Ozim. Asimismo ha recibido enseñanza magistral de Bernard Greenhouse y Menahem Pressler del Beaux Arts Trio.

## Carrera
Hizo su debut con Valery Gergiev y la Orquesta del Teatro Mariinsky en 2012 con el Concierto para Violín N.º 1 (Prokófiev). Después ha actuado en la Konzerthaus de Viena, el Teatro la Fenice de Venecia, el Concertgebouw de Ámsterdam, el Muziekgebouw de Eindhoven, el Wigmore Hall de Londres, St. John's Smiths Square de Londres, Kings Place de Londres y en otros lugares. En 2016, debutó con la Orquesta Sinfónica de Londres y Gianandrea Noseda. 
Sus interpretaciones han sido difundidas en la BBC Radio 3, Arte TV (France) y la RTV Slovenia. Ha grabado para los sellos Signum, Champs Hill, Meridian Records y Hedone records.
Lana ha sido artista invitada en reconocidos festivales internacionales, incluyendo el Rheingau Musik Festival, Aix-en-Provence Festival, Festival Internacional de Santander, Emilia Romagna Festival, Ljubljana Festival, Festival de Dubrovnik, Kissinger Sommer, St Magnus Festival y el Festival de Aldeburgh. 
Fue la violinista del Greenwich Trio, cuyo violonchelista fue Stjepan Hauser (ahora miembro de los 2Cellos), mientras que la pianista era Yoko Misumi.
De 2011 a 2013, Lana fue la violinista principal de Cuarteto Badke, los ganadores del Concurso Internacional de Música de Cámara de Melbourne.

## Premios
Lana es la destinataria de numerosos premios tanto en su país natal como en el Reino Unido. 
En 2009, ganó el Primer Premio en el Trinity College of Music en una competición de 50 solistas, así como el Primer Premio de la Sociedad Beethoven de Europa, junto con el pianista Gayan Gasparyan. En 2008, ganó el Primer Premio del Concurso Internacional de Música para Solistas "Dino Ciani" en Italia. En su país natal, Eslovenia, fue galardonada con el mayor premio de las artes de todas las universidades del país, el Premio Prešeren.